# Nota di variazione
Nel diritto italiano, la nota di variazione è un disegno di legge che il governo, dopo l'approvazione della legge finanziaria, presenta al Parlamento.
Tale disegno di legge prevede l'adattamento del Bilancio dello Stato secondo le modifiche imposte dalla legge finanziaria.
Anch'esso, così come la legge finanziaria e il Bilancio, viene inizialmente esaminato dalle Commissioni di Bilancio; passa poi all'Assemblea per la votazione (sui singoli articoli e sul testo in generale).
L'approvazione di tale nota comporta l'automatica modifica del Bilancio dello Stato.